# داینی نو سانمی
داینی نو سانمی (به ژاپنی: 大弐三位 Daini no Sanmi); ح. 999 – ۱ ژانویهٔ ۱۰۸۲) شاعر، و نویسنده در دوره هی‌آن، اهل ژاپن بود. تنها فرزند و دختر موراساکی شیکیبو بود.

## بررسی اجمالی
موراساکی شیکیبو، مادر داینی نو سانمی، در حدود سال ۹۹۸ (سال چهارم چوتوکو) با فوجیوارا نو نوبوتاکا، که بیش از ۲۰ سال از او بزرگتر بود، ازدواج کرد و حدود سال بعد، بین آن دو، داینی نو سانمی متولد شد.
با این حال، فوجیوارا نوبوتاکا بلافاصله پس از آن در سال ۱۰۰۱ به‌طور ناگهانی درگذشت (سال سوم چوهو). موراساکی شیکیبو به عنوان یک کافو/بیوه زندگی می‌کرد (寡婦 かふ زنی که شوهرش را از دست داده یا طلاق گرفته و هرگز دوباره ازدواج نکرده) و گفته می‌شود که او داستان گنجی معروف خود را در آن زمان نوشت.
همچنین، از حدود سال ۱۰۰۵، او در خدمت فوجیوارا نو شوشی، ملکه امپراتور ایچیجو بود. در ضمن داینی سانمی نام واقعی او نیست. نام اصلی او کاتایکو (کنشی) بود و گفته می‌شود که او را علاوه بر این «داین سانمی» «توسانمی» و «ایچیگو نو بن» نیز می‌گفتند.
داینی نو سانمی (کنکو) که گفته می‌شود در حدود سال ۹۹۹ (سال اول چووا) یا ۱۰۰۰ (سال دوم چووا) به دنیا آمد، جانشین مادرش شد و در حدود سال ۱۰۱۷ (سال ششم چووا) به شوکو (زن امپراتور) خدمت کرد. او سپس با فوجیوارا نو کانه‌تاکا، برادرزاده فوجیوارا نو میچیناگا و پسر فوجیوارا نو میچیکانه که زمانی به عنوان کانپاکو خدمت می‌کرد، ازدواج کرد و گفته می‌شود که یک دختر از ازدواج حاصل شد.
علاوه بر این، در حدود سال ۱۰۲۵، او به عنوان یک ندیمه (めのと menoto: زنی که به جای مادر به بچه‌ها شیر می‌دهد و بجه را پرورش می‌دهد) برای امپراتور گو-ریزی خدمت می‌کرد. گفته می‌شود پس از آن داینی نو سانمی از کانتاکا فوجیوارا جدا شد و حدود ۱۰ سال بعد دوباره با تاکاشینا نو ناری‌آکی  ازدواج کرد.
او همچنین به جوسان میتنجی (Jusanmitenji) ارتقا یافت. جوسان میتنجی یکی از درجات مقام‌های دولتی است و زنانی هستند که به امپراتور خدمت می‌کنند و مراسم رسمی را در کاخ داخلی انجام می‌دهند. علاوه بر این، داینی نو سانمی حتی تا سنین پیری به فعالیت خود به عنوان شاعر ادامه داد. اگرچه مشخص نیست که او چه زمانی درگذشت، اما گفته می‌شود که او زندگی آرامی داشته و بیش از ۸۰ سال عمر کرده است.

## اخلاق
گفته می‌شود که مادرش موراساکی شیکیبو شخصیت محتاطانه ای داشت و چندان احساساتی از خود نشان نمی‌داد، اما گفته می‌شد داینی نو سانمی پرشور و گشاده‌روی بود.
او همچنین تجربه عشق زیادی داشت و قبل از ازدواج اول با فوجیوارا نو یوریمونه ، پسر فوجیوارا نو میچیناگا و فوجیوارا نو سادایوری، پسر فوجیوارا نو کینتو و دیگران در رابطه بود. به ویژه، تبادل اشعار واکا او با فوجیوارا سادایوری در گلچین منتخب امپراتوری اشعار واکا، «شین کوکین واکاشو» باقی مانده است.